# Bertrand Schefer
Pour les articles homonymes, voir Schefer.
Bertrand Schefer est un écrivain, réalisateur et traducteur français né le 18 février 1972 à Paris.

## Biographie
Après des études de philosophie, il consacre ses premiers travaux à la redécouverte de textes fondateurs de la Renaissance italienne sur l’origine des arts visuels. Il a ainsi traduit plusieurs textes de l'italien, dont Quid sit lumen de Marsile Ficin en 1998 et le Zibaldone de Giacomo Leopardi en 2003, pour lequel il a été lauréat du prix Italiques 2004.
Écrivain, scénariste, acteur, il a coréalisé avec Valérie Mréjen son premier long métrage, En ville, sélectionné pour la Quinzaine des réalisateurs à Cannes en 2011.
Il est l'auteur de plusieurs romans.

## Œuvres

### Romans
- L'Âge d'or, Éditions Allia, 2008[4].
- Cérémonie[5], P.O.L, 2012.
- La Photo au-dessus du lit, P.O.L, 2014.
- Martin, P.O.L, 2016.
- Série noire, P.O.L, 2018.

### Traductions
- Marsile Ficin, Quid sit lumen, traduit du latin et suivi de L'art de la lumière par Bertrand Schefer, Paris, Éditions Allia, 1998.
- Pic de La Mirandole, 900 conclusions philosophiques, cabalistiques et théologiques, édition établie, traduite du latin et présentation, Paris, Éditions Allia, 1999.
- Eugenio Garin, Hermétisme et Renaissance, traduit de l'italien, Paris, Éditions Allia, 2001.
- Giulio Camillo, Le Théâtre de la mémoire, traduit de l'italien avec Eva Cantavenera, précédé de Les lieux de l'image par Bertrand Schefer, Paris, Éditions Allia, 2001.
- Giacomo Leopardi, Tout est rien. Anthologie du Zibaldone di pensieri, établie par Mario Andrea Rigoni, traduction d'Eva Cantavenera et de Bertrand Schefer, Paris, Éditions Allia, 1998, 285 pages.
- Giacomo Leopardi, Zibaldone, traduction intégrale, présentation et annotation de Bertrand Schefer, Paris, Éditions Allia, 2003, 2 396 pages,  (ISBN 9782844851314).

### Filmographie

#### Long métrage
- En ville (sélectionné pour la Quinzaine des réalisateurs à Cannes en 2011[6]), coréalisé avec Valérie Mréjen. Sortie en salle : 27 juillet 2011.

#### Courts métrages
- Exercice de fascination au milieu de la foule, coréalisé avec Valérie Mréjen, 2012, 12 min.
- ABCDEFGHIJKLMNOP(Q)RSTUVWXYZ, coréalisé avec Valérie Mréjen, 2012, 6 min.
- Hors saison, images animées avec Valérie Mréjen, 2013, 2 min[7].
- Leur histoire, images animées avec Valérie Mréjen[8], 2014, 3 min 54.